# 안도 마사노부
안도 마사노부(일본어: 安藤 政信 あんどう まさのぶ[*], 1975년 5월 19일 ~ )는 일본의 배우다. 가나가와현 가와사키시 출신으로, 1996년 기타노 다케시 감독의 영화 《키즈 리턴》으로 데뷔했다. 호리프로 소속으로 사진가, 감독으로서도 창작의 영역을 넓혀가고 있다.

## 출연

### 영화
- 1996년 《키즈 리턴》
- 1998년 《이노센트 월드》
- 1998년 《철도원》
- 2000년 《배틀로얄》
- 2001년 《배틀로얄 특별편》
- 2001년 《사토라레》
- 2004년 《식스티 나인》
- 2007년 《스키야키 웨스턴 장고》
- 2007년 《사쿠란》
- 2011년 《시디그 발레》
- 2016년 《사다코 대 카야코》
- 2023년 《키시베 로한 루브르에 가다》 - 타츠미 료노스케 역

### 드라마
- 1997년 《친구의 연인》
- 1998년 《성자의 행진》
- 1998년 《청의 시대》